# Франке, Отто
О́тто Фра́нке (нем. Otto Franke, кит. 奥托·福兰阁, пиньинь àotuō fúlángé, 27 сентября 1863 г., Гернроде — 2 сентября 1946 г., Берлин) — немецкий синолог, историк, религиовед. 

## Биография и деятельность
В 1888—1901 гг. работал в Китае переводчиком в немецких миссиях в Пекине, Тяньцзине, Шанхае и Сямэне. В 1901—1923 годах — профессор Гамбургского колониального института, в 1923—1931 годах — профессор Берлинского университета. Первые научные публикации были посвящены обзорам синологической литературы (1910, 1915).
В 1920 г. издал фундаментальное исследование по истории конфуцианской догматики (Studien zur Geschichte des konfuzianischen Dogmas und der chinesischen Staatsreligion). В этой монографии он вскрыл принципиальные отличия в подходе к фактам со стороны историков Китая и Европы. Показал консолидирующую роль исторического примера в духовной и политической жизни китайского общества. Китайцы, по мнению Франке, за две тысячи лет существования так и не сложились в нацию, а цементировало общество наличие культурной общности и конфуцианские этико-политические принципы.
Единственно надёжной базой исследования полагал филологию, прежде всего, адекватный перевод китайских литературных памятников. Эта позиция отражена в его трёхчастной «Истории китайского государства». В 1935 г. дал первый очерк утопического учения Кан Ювэя в западной синологии.

## Основные труды
- Studien zur Geschichte des konfuzianischen Dogmas und der chinesischen Staatsreligion. Hamburg 1920
- Geschichte des chinesischen Reiches. 5 Bde. Berlin 1932—1952 (Nachdruck: ISBN 3-11-017034-5)
- Erinnerungen aus zwei Welten : Randglossen zur eigenen Lebensgeschichte. Berlin : de Gruyter, 1954